# 掃守駅
掃守駅（かもりえき）は、かつて兵庫県三原郡三原町（現・南あわじ市）榎列掃守に存在した、淡路交通鉄道線の駅（廃駅）である。

## 歴史
- 1922年（大正11年）11月26日：淡路鉄道の開通に伴い開業[1]。当初のホームは曲線区間に設けられた1面のみであった[2]。
- 1923年（大正12年）11月20日：信号機が二本松駅（後の淡路二本松駅）より移設され、交換可能駅となる[2]。実際に列車交換が行われるようになるのは、2日後の11月22日からであった[2]。
- 1927年（昭和2年）
  - 5月5日：井戸・給水槽を新設[2]。
  - 8月8日：信号機が長田駅（後の淡路長田駅）へ移設される[2]。
- 1929年（昭和4年）3月16日：場内信号機が長田駅より移設される[2]。
- 1932年（昭和7年）9月30日：転轍器転換装置を梃子集中装置へ変更[2]。
- 1934年（昭和9年）
  - 3月31日：貨物取扱量の増加に伴い、貨物ホームに建屋を増設[2]。
  - 9月21日：貨物ホームの建屋が暴風により倒壊[2]。下り線乗降場に旅客待合所と物置を新設し、代用とする[2]。
- 1935年（昭和10年）9月30日：待合室兼物置を増設[2]。
- 1936年（昭和11年）11月20日：給水槽・自動車車庫・下り常置信号機の位置を変更[2]。
- 1937年（昭和12年）11月19日：この日付で倒壊していた貨物ホーム建屋を撤去[2]。
- 1939年（昭和14年）3月31日：建物増設[2]。
- 1941年（昭和16年）9月30日：貯炭場・灰坑を設置、貨物ホームに建屋を再設置[2]。
- 1942年（昭和17年）8月15日：直線上に旅客ホームと上り貨物ホームを新設し、旧下り旅客ホームを貨物積卸とする[2]。
- 1943年（昭和18年）7月：社名改称に伴い淡路交通鉄道線の駅となる。
- 1954年（昭和29年）5月：発条転轍器を設置[2]。
- 1966年（昭和41年）10月1日：鉄道線の廃線に伴い廃止[3]。

## 駅構造
相対式ホーム2面2線の線路の間に島式ホームが挟まれた、計3面2線の地上駅。島式ホームが旅客ホーム、相対式ホームが貨物ホームとして利用されていた。このほか貨物側線を有した。上り方面ホーム側に駅舎が設けられ、島式ホームとは構内踏切で連絡していた。
最晩年は朝夕に行き違いが行われており、乗車券類の販売は近隣の商店に受託されていた。

## 駅周辺
- 神戸淡路鳴門自動車道
- 兵庫県道125号洲本松帆線
- 兵庫県道66号大谷鮎原神代線
- 成相川
- 長田川
- 大和大国魂神社
- 淡路信用金庫掃守支店
- 木戸市池
- パナソニックエナジー南淡三原工場

## 駅跡
線路跡は県道となっているが、駅跡の北側で西へカーブしている。駅跡は空き地となっており、かつては「この土地についてご用の方は下記へご連絡ください」と、淡路交通総務部への連絡先が書かれた看板が立てられていた。

## 隣の駅
淡路交通
鉄道線
淡路長田駅 - 掃守駅 - 自凝島駅